# Rob Dougan
Rob Dougan (* 1969 in Sydney, Australien; auch bekannt als Rob D) ist ein in London lebender australischer Pop-Musiker.

## Biografie
Aufgrund seines innovativen Stils, der am besten als ein Mix aus Dance, House und klassischer Musik zu beschreiben ist, erregte Dougan mit seinem Song Clubbed to Death für den The Matrix-Soundtrack 1999 großes Aufsehen. Das Stück basiert auf einem Thema des Orchesterwerks Enigma-Variationen von Edward Elgar und wurde von Dougan im Stil des Big Beat verfremdet. Dougan spielte das Stück schon seit Mitte der 1990er-Jahre; als die Regisseurin Yolande Zauberman es vor den Dreharbeiten zu ihrem 1997 veröffentlichten Film „Clubbed to Death“ hörte, war sie  so beeindruckt, dass sie es als Titelmelodie verwendete und den Film danach benannte.
Rob Dougan besuchte in Australien eine Schauspielschule, in der er allerdings auf Dauer nicht glücklich war. Nachdem er nach London gezogen war, um sich der Musik zu widmen, hielt er sich zunächst mit einem Job als Jeansverkäufer über Wasser und finanzierte damit sein Hobby: das Mischen von Liedern. Doch schon sehr schnell wurde er zu einem der gefragtesten Remixer Londons und mischte Songs für Stars wie Moby oder die Band U2. Auch als Songschreiber und Produzent ist Rob Dougan tätig und arbeitete unter anderem mit Stars wie Kylie Minogue und den Sugababes zusammen. Für Letztere produzierte er deren Single Too Lost In You zusammen mit Andy Bradfield.
Mit DJ Roland „Rollo“ Armstrong, dem älteren Bruder von Dido (und Produzenten von Faithless), produzierte er 1994 unter dem Namen The O. T. Quartet den Song Hold That Sucker Down, der Platz 24 in den britischen und Platz 44 in den niederländischen Charts erreichte. Trotz der Popularität in den beiden Ländern konnte sich der Song in Deutschland nicht behaupten.

## Diskographie
- 2002: Furious Angels
- 2015: The 22nd Sunday in Ordinary Time Sessions
- 2016: Misc. Sessions
- 2019: The Life of the World to Come